# Barbara Konrad
Barbara Konrad (geboren am 2. November 1969 in Graz) ist eine österreichische Geigerin.
Konrad absolvierte ein Violin- und Musikpädagogikstudium in Wien, studierte Barockvioline in Linz und Brüssel und schloss alle Studien mit Auszeichnung ab. Sie spielte u. a. mit der Pawlatschen AG, den Vienna Schrammeln und der Familie Pischinger, sowie dem Barockensemble Motus Anima. Sie lebt in Leuven und Wien.

## Aufnahmen
- Klaus Lang - Trauermusiken 1995
- L’Orfeo Barockorchester: J. Haydn: Arie per un‘amante; Harmonia Mundi 2009
- L’Orfeo Barockorchester: Ch.W. Gluck; cpo 2011
- Ars Antiqua Austria: J.B. Hochreiter, Requiem; Challenge Classics 2012
- Ars Antiqua Austria: G. Werner, Pro Adventu, Streichquartette; Challenge 2012
- Ars Antiqua Austria: Ch. Graupner: Chalumeaux, Challenge 2012
- La Petite Bande: J. Haydn: Tageszeiten; Accent 2012
- La Petite Bande: J.S. Bach Cantatas BWV 70-9-182; Accent 2012/2014
- La Petite Bande: J.S. Bach: Orchestersuiten; Accent 2013
- La Petite Bande: J.S. Bach Cantatas BWV 186-168-134-54; Accent 2013
- Ars Antiqua Austria: H.I.F. Biber, Fidicinium Sacro-Profanum; Challenge 2013
- Motus Animae: Rupert Ignaz Mayr, Arthekani; 2013
- Accademia dell‘ Arcadia: Ich sehr euch faßt mit bittern thränen nach; Stella Musica 2013
- La Petite Bande: G.Ph. Telemann Concertos & Suites; Accent 2014
- Ars Antiqua Austria: G. Muffat: Missa in labore requies; Pan Classics 2014
- La Petite Bande: J.S. Bach: Weihnachtsoratorium; Challenge 2014
- Les Buffardins, French Flute Concertos, Accent 2014
- Die Verlorenen Rentiere, Filmmusik zu „Golden genes“ Hansbauer/Konrad/Stachel, 2015
- Ars Antiqua Austria: Tu Felix Austria, Pan Classics 2015
- Ars Antiqua Austria: H.I.F. Biber: Sonatae tam aris quam aulis servientes; Challenge 2015
- La Petite Bande: G.Ph. Telemann, Trumped & Horn Concertos; Accent 2016
- Klaus Lang: viola.harmonium, SWR Stuttgart, 2016
- Ars Antiqua Austria: D. Speer: Musikalisch Türkischer Eulen Spiegel; Pan Classics 2016
- Ars Antiqua Austria: H.I.F. Biber, Missa, Alleluja, Nisi Dominus; Accent 2017
- L’Orfeo Barockorchester: Mendelssohn Streichersymphonien Vol. 2; cpo 2017
- Les Buffardins: Un concerto a Venezia, Accent 2017

- Ars Antiqua Austria: R.Weichlein: Messen, Accent 2018
- Klaus Lang: viola.harmonium, SWR Stuttgart, ppp1,	2019
- Klaus Lang: viola.harmonium, SWR Stuttgart, ppp1,	2019
- Rossetti	Players: Chessboard, Rätselkanons für 2 Viola d’Amoren&Orgel	ppp4,	2020
- Die Verlorenen Rentiere, Filmmusik zu „Golden genes“ Hansbauer/Konrad/Stachel, ppp3, 2020
- Rossetti Players: Chessboard, Rätselkanons für 2 Viola d’Amoren&Orgel ppp2, 2020
- La Petite Bande: J.S.B. Kantaten im Januar, Accent 2021
- Ars Antiqua Austria: J.J Fux: Gesù Cristo negato da Pietro, Accent 2021
- The Rossetti Players/J.F.Madeuf: Biber meets Vejvanovsky, Accent 2022
- New Bach Collegium: J.S.Bach: Die Kunst der Fuge, Ramee 2022
- The Rossetti Players/J.F.Madeuf & J.Zimmermann Trompetenmusik der Habsburgermonarchie, Accent 2024
- Art House 17: Sounds of Eggenberg. Proud Peacock Records 2025
- Art House 17: emblemata. sonantes. Proud Peacock Records 2025